# Charaxes fabius
Charaxes fabius is een vlinder uit de familie van de Nymphalidae. De wetenschappelijke naam van de soort is voor het eerst geldig gepubliceerd in 1782 door Johann Christian Fabricius.